# Miles Robinson
Miles Gordon Robinson (Arlington, Massachusetts, 14 de marzo de 1997) es un futbolista estadounidense que juega de defensa en el F. C. Cincinnati de la Major League Soccer.

## Trayectoria
Robinson jugó al fútbol a nivel universitario en la Universidad de Siracusa para el Syracusa Orange. Fue nombrado defensa del año de la ACC en 2016.
Fue seleccionado en la segunda posición del SuperDraft de la MLS 2017 por el Atlanta United.
El 23 de mayo de 2017 fue enviado a préstamo al Charleston Battery, debutó profesionalmente dos días después en la victoria por 1-0 sobre el Bethlehem Steel, donde jugó los 90 minutos.
Ya de regreso en Atlanta, el 18 de junio de 2019 anotó su primer gol por el club.

## Selección nacional
El 1 de agosto de 2021 marcó el único gol de la final de la Copa de Oro de la Concacaf ante México que le dio el título a Estados Unidos.

## Clubes
| Club                            | País           | Año       |
| ------------------------------- | -------------- | --------- |
| Syracuse Orange (universitario) | Estados Unidos | 2015-2016 |
| FC Boston                       | Estados Unidos | 2016      |
| Atlanta United                  | Estados Unidos | 2017-2023 |
| Charleston Battery (préstamo)   | Estados Unidos | 2017      |
| Atlanta United 2 (préstamo)     | Estados Unidos | 2018      |
| F. C. Cincinnati                | Estados Unidos | 2024-     |

## Palmarés

### Títulos nacionales
| Título   | Club           | País           | Año  |
| -------- | -------------- | -------------- | ---- |
| Copa MLS | Atlanta United | Estados Unidos | 2018 |

### Títulos internacionales
| Título                          | Club (*)       | Sede           | Año  |
| ------------------------------- | -------------- | -------------- | ---- |
| Copa Oro                        | Estados Unidos | Estados Unidos | 2021 |
| Liga de Naciones de la Concacaf | Estados Unidos | Estados Unidos | 2023 |
| Liga de Naciones de la Concacaf | Estados Unidos | Estados Unidos | 2024 |

(*) Incluyendo la selección.